# Liga dos Campeões da OFC de 2012–13
A Liga dos Campeões da OFC de 2012–13 foi a 12.ª edição da Liga dos Campeões da OFC. Como campeão, o Auckland City representou a Oceania na Copa do Mundo de Clubes da FIFA de 2013.

## Participantes
| Associação | Time                               | Método de qualificação                                              |
| Times que entram na fase de grupos                                                                                             | Times que entram na fase de grupos | Times que entram na fase de grupos                                  |
| --- | ---------------------------------- | ------------------------------------------------------------------- |
| Fiji | Ba                                 | Campeão - Campeonato Fijiano de Futebol de 2011                     |
| Nova Zelândia | Waitakere United                   | Campeão - Campeonato Neozelandês de Futebol de 2011-12              |
| Nova Zelândia | Auckland City                      | Vice-campeão - Campeonato Neozelandês de Futebol de 2011-12         |
| Papua-Nova Guiné | Hekari United                      | Campeão - Campeonato Papuásio de Futebol de 2011-12                 |
| Ilhas Salomão | Solomon Warriors                   | Campeão - Campeonato Salomonense de Futebol de 2011-12              |
| Tahiti | Dragon                             | Campeão - Campeonato Taitiano de Futebol de 2011-12                 |
| Vanuatu | Amicale                            | Campeão - Campeonato Vanuatuano de Futebol de 2012                  |
| Times que entram na fase de play-offs (Associação com o pior recorde na Fase de grupos da Liga dos Campeões da OFC de 2011–12) |                                    |                                                                     |
| Nova Caledônia | Mont-Dore                          | Campeão - Campeonato Neocaledônio de Futebol de 2011                |
| Times que entram na fase preliminar (Associações em "desenvolvimento")                                                         |                                    |                                                                     |
| Samoa Americana | Pago Youth                         | Campeão - Campeonato Nacional de Futebol de Samoa Americana de 2011 |
| Ilhas Cook | Tupapa Maraerenga                  | Campeão - Campeonato Nacional de Futebol das Ilhas Cook de 2011     |
| Samoa | Kiwi                               | Campeão - Campeonato Samoano de Futebol de 2010-11                  |
| Tonga | Lotoha'apai                        | Campeão - Campeonato Tonganês de Futebol de 2010-11                 |

## Fase preliminar
Na fase preliminar, quatro equipes jogam entre si no formato round-robin em Tonga, com o vencedor do grupo avançando a fase de play-off.
| Equipe            | P | J | V | E | D | GP | GC | SG  |
| ----------------- | - | - | - | - | - | -- | -- | --- |
| Tupapa Maraerenga | 7 | 3 | 2 | 1 | 0 | 14 | 4  | +10 |
| Lotoha'apai       | 7 | 3 | 2 | 1 | 0 | 11 | 4  | +7  |
| Kiwi              | 3 | 3 | 1 | 0 | 2 | 7  | 5  | +2  |
| Pago Youth        | 0 | 3 | 0 | 0 | 3 | 1  | 20 | –19 |

| 1 de maio de 2012 | Pago Youth     | 1 – 5                      | Kiwi                                          | Loto-Tonga Centre, ‘Atele               |
| 13:00 (UTC+13)    | P. Samuelu 90' | Relatório[ligação inativa] | Malo 7', 23' · Saofaiga 26', 80' · Gosche 70' | Público: 100 Árbitro: FIJ Rakesh Varman |

| 1 de maio de 2012 | Lotoha'apai                               | 3 – 3                      | Tupapa Maraerenga          | Loto-Tonga Centre, ‘Atele                 |
| 15:30 (UTC+13)    | Maamaloa 68' · M. Uhatahi 75' · Moala 81' | Relatório[ligação inativa] | Best 37' · Berlim 55', 69' | Público: 300 Árbitro: NZL Mirko Benischke |

| 3 de maio de 2012 | Lotoha'apai                                                | 6 – 0                      | Pago Youth | Loto-Tonga Centre, ‘Atele                |
| 13:00 (UTC+13)    | M. Uhatahi 23', 30' · Maamaloa 54', 71', 89' · Faupula 83' | Relatório[ligação inativa] |            | Público: 200 Árbitro: TAH Norbert Hauata |

| 3 de maio de 2012 | Kiwi         | 1 – 2     | Tupapa Maraerenga     | Loto-Tonga Centre, ‘Atele            |
| 15:30 (UTC+13)    | Saofaiga 19' | Relatório | Harmon 29' · Best 31' | Público: 150 Árbitro: SOL John Saohu |

| 5 de maio de 2012 | Tupapa Maraerenga                                                                 | 9 – 0     | Pago Youth | Loto-Tonga Centre, ‘Atele               |
| 13:00 (UTC+13)    | Tiro 3' · Berlim 23', 30', 53', 71' · Fowler 45+2' · Manuel 51', 69' · Harmon 88' | Relatório |            | Público: 100 Árbitro: FIJ Rakesh Varman |

| 5 de maio de 2012 | Kiwi | 1 – 2     | Lotoha'apai                        | Loto-Tonga Centre, ‘Atele                 |
| 13:00 (UTC+13)    |      | Relatório | M. Uhatahi 45+5' · Uele 57' (pen.) | Público: 350 Árbitro: NZL Mirko Benischke |

### Fase deplayoff
Na fase de playoff, os dois times jogam entre si mais uma partida em Tonga, com o vencedor avançando para a fase de grupos.
| 8 de maio de 2012 | Tupapa Maraerenga | 1 – 3                      | Mont-Dore                                      | Loto-Tonga Centre, ‘Atele                |
| 15:00 (UTC+13)    | Harmon 90+2'      | Relatório[ligação inativa] | Kenon 33' · Bessieres 45' · Wamytan 85' (pen.) | Público: 400 Árbitro: TAH Norbert Hauata |

## Fase de grupos
O sorteio da fase de grupos foi anunciado  em 5 de fevereiro de 2013.

### Grupo A
| Equipe           | Pts | J | V | E | D | GP | GC | SG  |
| ---------------- | --- | - | - | - | - | -- | -- | --- |
| Ba               | 16  | 6 | 5 | 1 | 0 | 16 | 4  | +12 |
| Amicale          | 10  | 6 | 3 | 1 | 2 | 7  | 4  | +3  |
| Solomon Warriors | 4   | 6 | 1 | 1 | 4 | 7  | 15 | –8  |
| Hekari United    | 4   | 6 | 1 | 1 | 4 | 5  | 12 | –7  |

|                  | AMI | BA  | HEK | SOL |
| ---------------- | --- | --- | --- | --- |
| Amicale          |     | 1–2 | 2–0 | 2–0 |
| Ba               | 2–0 |     | 2–0 | 5–0 |
| Hekari United    | 0–0 | 1–3 |     | 2–1 |
| Solomon Warriors | 0–2 | 2–2 | 4–2 |     |

| 30 de março de 2013 | Solomon Warriors | 0 – 2                      | Amicale                            | Estádio Lawson Tama, Honiara              |
| 15:00 (UTC+11)      |                  | Relatório[ligação inativa] | Masauvakalo 64' · Gueye 76' (pen.) | Público: 12 000 Árbitro: NZL Nick Waldron |

| 30 de março de 2013 | Hekari United | 1 – 3     | Ba                                 | Estádio PMRL, Port Moresby                |
| 15:00 (UTC+10)      | Jack 50'      | Relatório | Tiwa 44' · Issa 52' · Manuca 90+2' | Público: 7 000 Árbitro: NZL Peter O'Leary |

| 3 de abril de 2013 | Solomon Warriors            | 2 – 2     | Ba           | Estádio Lawson Tama, Honiara             |
| 15:00 (UTC+11)     | Billy 32' · Lea'alafa 90+2' | Relatório | Issa 6', 20' | Público: 10 000 Árbitro: PNG Hillary Ani |

| 6 de abril de 2013 | Hekari United | 0 – 0     | Amicale | Estádio PMRL, Port Moresby                |
| 15:00 (UTC+10)     |               | Relatório |         | Público: 6 500 Árbitro: FIJ Rakesh Varman |

| 13 de abril de 2013 | Ba                  | 2 – 0     | Hekari United | Govind Park, Ba                            |
| 15:00 (UTC+12)      | Tiwa 18' · Issa 80' | Relatório |               | Público: 4 000 Árbitro: TAH Averii Jacques |

| 13 de abril de 2013 | Amicale                 | 2 – 0     | Solomon Warriors | Estádio Korman, Port Vila                 |
| 15:00 (UTC+11)      | Bongnaim 60' · Fred 88' | Relatório |                  | Público: 5 000 Árbitro: NZL Peter O'Leary |

| 17 de abril de 2013 | Ba                                       | 5 – 0                      | Solomon Warriors | Govind Park, Ba                         |
| 15:00 (UTC+12)      | Tiwa 2' · Issa 47', 63', 75' · Raura 86' | Relatório[ligação inativa] |                  | Público: 6 000 Árbitro: PNG Hillary Ani |

| 17 de abril de 2013 | Amicale                    | 2 – 0                      | Hekari United | Estádio Korman, Port Vila              |
| 15:00 (UTC+11)      | Nawo 38' · Masauvakalo 76' | Relatório[ligação inativa] |               | Público: 6 000 Árbitro: SOL John Saohu |

| 20 de abril de 2013 | Solomon Warriors                | 4 – 2     | Hekari United           | Estádio Lawson Tama, Honiara             |
| 15:00 (UTC+11)      | Feni 11', 44' · Kilifa 13', 27' | Relatório | Waroi 43' · Gunemba 89' | Público: 3 000 Árbitro: FIJ Salesh Chand |

| 20 de abril de 2013 | Amicale         | 1 – 2     | Ba                                    | Estádio Korman, Port Vila                   |
| 15:00 (UTC+11)      | Masauvakalo 19' | Relatório | Suwamy 60' (pen) · Vesikula 67' (pen) | Público: 8 000 Árbitro: NZL Mirko Benischke |

| 27 de abril de 2013 | Ba                        | 2 – 0     | Amicale | Govind Park, Ba                         |
| 15:00 (UTC+12)      | Issa 60' (pen) · Zaid 83' | Relatório |         | Público: 6 000 Árbitro: NZL Matt Conger |

| 27 de abril de 2013 | Hekari United                | 2 – 1     | Solomon Warriors | Estádio PMRL, Port Moresby               |
| 15:00 (UTC+10)      | Gunemba 17' · Dabingyaba 27' | Relatório | Kilifa 54'       | Público: 2 500 Árbitro: NZL Nick Waldron |

### Grupo B
| Equipe           | Pts | J | V | E | D | GP | GC | SG  |
| ---------------- | --- | - | - | - | - | -- | -- | --- |
| Waitakere United | 13  | 6 | 4 | 1 | 1 | 9  | 6  | +3  |
| Auckland City    | 10  | 6 | 3 | 1 | 2 | 19 | 8  | +11 |
| Dragon           | 9   | 6 | 2 | 3 | 1 | 9  | 5  | +4  |
| Mont-Dore        | 1   | 6 | 0 | 1 | 5 | 7  | 25 | –18 |

|                  | AUC | ASD | MON  | WAI |
| ---------------- | --- | --- | ---- | --- |
| Auckland City    |     | 1–3 | 12–2 | 0–1 |
| Dragon           | 2–3 |     | 1–1  | 0–1 |
| Mont-Dore        | 0–2 | 1–4 |      | 1–1 |
| Waitakere United | 1–3 | 0–0 | 3–1  |     |

| 30 de março de 2013 | Waitakere United | 0 – 0                      | Dragon | Fred Taylor Park, Auckland              |
| 15:00 (UTC+13)      |                  | Relatório[ligação inativa] |        | Público: 300 Árbitro: FIJ Rakesh Varman |

| 30 de março de 2013 | Mont-Dore | 0 – 2                      | Auckland City                    | Stade Numa-Daly, Nouméa                  |
| 15:00 (UTC+11)      |           | Relatório[ligação inativa] | Souto 61' · Dickinson 67' (pen.) | Público: 350 Árbitro: TAH Averii Jacques |

| 5 de abril de 2013 | Mont-Dore    | 1 – 4     | Dragon                                                 | Stade Numa-Daly, Nouméa                  |
| 19:00 (UTC+11)     | Painbéni 10' | Relatório | T. Tehau 40', 81' · Teikihakaupoko 86' · Chong Hue 88' | Público: 1 000 Árbitro: SOL Gerald Oiaka |

| 7 de abril de 2013 | Waitakere United | 1 – 3                      | Auckland City                        | Fred Taylor Park, Auckland                |
| 15:00 (UTC+13)     | Krishna 54'      | Relatório[ligação inativa] | Dickinson 4', 62' (pen.) · Souto 50' | Público: 1 500 Árbitro: NZL Peter O'Leary |

| 13 de abril de 2013 | Auckland City                                                                                                 | 12 – 2    | Mont-Dore              | Kiwitea Street, Auckland                 |
| 15:00 (UTC+12)      | Dickinson 4', 34', 43' · White 8' · Souto 9' · Bale 18' · Bilen 26', 38' · Riera 28' · Expósito 61', 65', 81' | Relatório | Bob 46' · Painbéni 78' | Público: 500 Árbitro: TAH Norbert Hauata |

| 12 de abril de 2013 | Dragon | 0 – 1     | Waitakere United | Stade Pater Te Hono Nui, Pirae                      |
| 19:30 (UTC−10)      |        | Relatório | Butler 43'       | Público: 1 000 Árbitro: NCL Isidore Assiene-Ambassa |

| 17 de abril de 2013 | Auckland City         | 1 – 3                      | Dragon                                             | Estádio Trusts, Auckland               |
| 15:00 (UTC+12)      | Dickinson 45+1' (pen) | Relatório[ligação inativa] | T. Tehau 76' · Vicelich 84' (g.c.) · Graglia 90+1' | Público: 600 Árbitro: SOL Gerald Oiaka |

| 17 de abril de 2013 | Waitakere United                   | 3 – 1                      | Mont-Dore | Estádio Trusts, Auckland                |
| 18:00 (UTC+12)      | Palmer 1' (pen) · Krishna 49', 55' | Relatório[ligação inativa] | Maou 75'  | Público: 800 Árbitro: TAH Kader Zitouni |

| 21 de abril de 2013 | Auckland City | 0 – 1                      | Waitakere United | Kiwitea Street, Auckland                  |
| 15:00 (UTC+12)      |               | Relatório[ligação inativa] | Butler 26'       | Público: 2 000 Árbitro: FIJ Andrew Achari |

| 23 de abril de 2013 | Dragon     | 1 – 1     | Mont-Dore | Stade Pater Te Hono Nui, Pirae             |
| 19:30 (UTC−10)      | Vallar 35' | Relatório | Vakie 73' | Público: 2 500 Árbitro: VAN Robinson Banga |

| 28 de abril de 2013 | Mont-Dore               | 2 – 3     | Waitakere United                     | Stade Numa-Daly, Nouméa                  |
| 15:00 (UTC+11)      | Bessières 36' · Bob 66' | Relatório | Palmer 1', 53' (pen.) · De Vries 78' | Público: 1 000 Árbitro: SOL Gerald Oiaka |

| 27 de abril de 2013 | Dragon      | 1 – 1     | Auckland City | Stade Pater Te Hono Nui, Pirae            |
| 19:30 (UTC−10)      | T. Tehau 5' | Relatório | Expósito 39'  | Público: 2 500 Árbitro: FIJ Rakesh Varman |

## Semifinais
Nas semfinais, o vencedor do Grupo A joga contra o segundo colocado do Grupo B, e o vencedor do Grupo B joga contra o segundo colocado do Grupo A. Os times disputam a vaga para a final em partidas de ida e volta com os vencedores dos grupos jogando a partida decisiva em casa. As partidas de ida serão disputadas em 4 de maio de 2013 e as de volta em 11 de maio de 2013.

### Partidas de ida
| 4 de maio de 2013 | Amicale | 0 – 2     | Waitakere United   | Estádio Korman, Port Vila                  |
| 15:00 (UTC+11)    |         | Relatório | Krishna 33', 45+2' | Público: 8 500 Árbitro: TAH Averii Jacques |

| 5 de maio de 2013 | Auckland City                                             | 6 – 1     | Ba         | Kiwitea Street, Auckland                   |
| 15:00 (UTC+12)    | Expósito 31', 73' · Tade 63' · White 80', 90' · Bilen 86' | Relatório | Manuca 36' | Público: 3 000 Árbitro: TAH Norbert Hauata |

### Partidas de volta
| 11 de maio de 2013 | Ba | 0 – 1     | Auckland City | Govind Park, Ba                          |
| 14:00 (UTC+12)     |    | Relatório | Feneridis 51' | Público: 3 000 Árbitro: SOL Gerald Oiaka |

Auckland City venceu por 7–1 no agregado e avançou a final.
| 12 de maio de 2013 | Waitakere United          | 2 – 1     | Amicale  | Fred Taylor Park, Auckland              |
| 14:00 (UTC+12)     | Coombes 66' · Krishna 89' | Relatório | Nawo 37' | Público: 500 Árbitro: TAH Kader Zitouni |

Waitakere United venceu por 4–1 no agregado e avançou a final.

## Final
Na final, os vencedores das semifinais jogam um contra o outro em uma única partida no Estádio Mount Smart em Auckland, Nova Zelândia em 19 de maio de 2013.
| 19 de maio de 2013 | Waitakere United | 1 – 2     | Auckland City                 | Estádio Mount Smart, Auckland             |
| 15:45 (UTC+12)     | Coombes 39'      | Relatório | Dickinson 16' · Feneridis 19' | Público: 2 500 Árbitro: NZL Peter O'Leary |

## Premiação
| Liga dos Campeões da OFC de 2012–13 |
| Nova Zelândia                       |
| ----------------------------------- |
| Auckland City Campeão (5.º título)  |